# Braken (Bergisch Gladbach)
Braken ist ein Ortsteil im Stadtteil Lückerath von Bergisch Gladbach. 

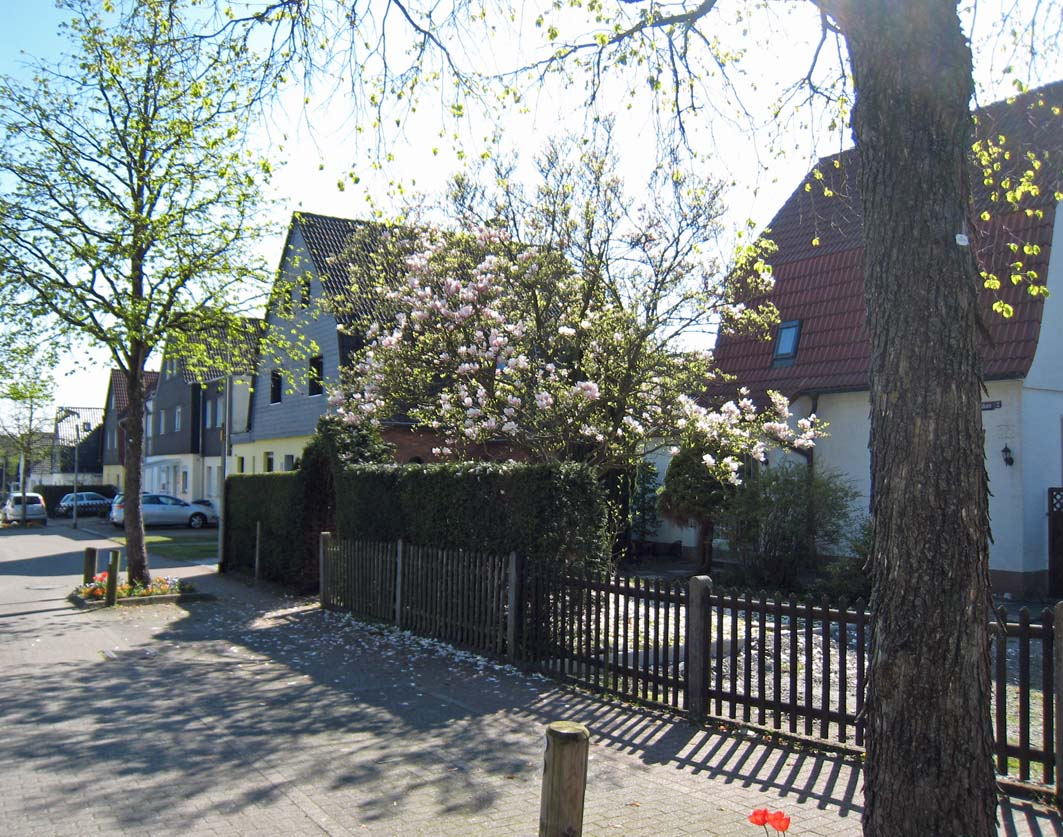
Häuser in Braken

## Geschichte
Der Name Braken orientiert sich an der alten Gewannenbezeichnung „Bracken“, die im Urkataster nördlich von Neuborn verzeichnet ist. Der Flurname ist entstanden aus dem mittelniederdeutschen Substantiv „brâhhe“ (von behhan= brechen, aufbrechen, umgraben). Allgemein versteht man unter einer Brache ein nicht bestelltes Feld, das über einen längeren Zeitraum von wenigstens einem halben Jahr oder länger brach gelegen hat, also landwirtschaftlich nicht bebaut wurde.